# 1816年大英博物館法令
《1816年大英博物館法令》（英語：British Museum Act 1816；56 Geo 3 c 99）是英國國會的一項法令。
整部法令由《1963年大英博物館法令》第13(5)條及附表4 （页面存档备份，存于）廢除。